# Розье, Жан-Батист Франсуа
Жан-Батист Франсуа Розье (фр. Jean-Baptiste François Rozier; 23 января 1734, Лион — 29 августа 1793) — аббат, много потрудившийся на пользу французского сельского хозяйства.

## Биография
Жан Розье родился 23 января 1734 года в городе Лионе. Учился в лионской семинарии, где и получил сан священника, но его всегда более влекло к занятию естественными науками, чем к исполнению обязанностей, связанных с его саном.
Вскоре после окончания семинарии Розье был приглашён в лионскую королевскую академию (для замещения Bourgelat) на профессорскую кафедру, которую и занимал некоторое время. Позднее переселился в Париж и обосновался при редакции «Journal de physique et d’histoire naturelle».
Несколько мемуаров Розье сделали имя его известным среди публики и снискали ему премию от сельскохозяйственного общества в Лиможе. Почти тогда же (около начала 1780-х годов) Розье задумал составление обширного руководства по сельскому хозяйству. На самом же деле издание затянулось.
Революция заставила Розье перейти в Лион на должность приходского священника. Когда в 1793 году Розье был убит от взрыва бомбы, то задуманное им дело далеко ещё не было доведено до конца: Х том появился только в 1798 году, а два дополнительных тома только в 1880 году.
Кроме «Cours compl. et d’agriculture», Розье написаны: «Démonstration élémentaires de botanique» (2 т., 1762) и «De la fermentation des vins et de la meilleure manière de faire l’eau-de-vie» (1770).
Жан Розье умер 29 августа 1793 года в родном городе.
Одна из улиц Лиона носит его имя.